# 米罗斯拉夫·雷伊曼
米罗斯拉夫·雷伊曼（捷克語：Miroslav Rejman，1925年10月17日—2008年1月31日），捷克男子冰球运动员。他曾代表捷克斯洛伐克国家队参加1952年冬季奥林匹克运动会冰球比赛，结果队伍获得第四名。